# 딜로이트
딜로이트(Deloitte, 공식이름: 딜로이트 투쉬 토마츠 (Deloitte Touche Tohmatsu Limited))는 PwC (PricewaterhouseCoopers, PwC), EY (Ernst & Young), KPMG와 함께 세계 4대 회계법인(Big Four)를 이루는 대형 회계법인이다. 또한 2022년 매출액 (약 593억 달러) 과 임직원 수 (약 415,000명) 기준, 전세계에서 가장 규모가 큰 전문 서비스 조직이다. 1845년 영국 런던에서 창립되었고 본사는 영국 메이페어와 미국 뉴욕에 있다. 딜로이트 한국 회원사 본부는 서울 국제금융센터 IFC에 위치한다.
딜로이트는 150개국에서 회계감사, 세금자문, 경영및금융자문, ERM (Enterprise Risk Management) 등의 서비스를 제공한다. 딜로이트의 업무는 크게 회계감사업무, 세무업무, 금융자문업무, 컨설팅업무로 나뉜다.
딜로이트는 한국에서 한국 딜로이트그룹으로 불리며, 영문으로는 딜로이트 코리아(Deloitte Korea)라고 한다. 한국 딜로이트그룹 내에는 딜로이트 안진회계법인과 딜로이트 컨설팅, 딜로이트 관세법인이 있다. 

## 회사 역사
딜로이트는 1845년 윌리엄 웰치 딜로이트 (William Welch Deloitte)가 창립했다. 2020년 6월 1일, 한국 딜로이트그룹은 딜로이트 아시아퍼시픽(Deloitte Asia Pacific)에 합류했다. 

## 같이 보기
- 프라이스워터하우스쿠퍼스
- 언스트 엔 영
- KPMG